# الرجم (المحويت)

تعديل مصدري - تعديل

الرجم هي مدينة ومركز مديرية الرجم بمحافظة المحويت اليمنية، بلغ تعداد سكانها 5440 نسمة حسب الإحصاء الذي أجري عام 2004.